# Organické sloučeniny vanadu
Organické sloučeniny vanadu jsou organokovové sloučeniny obsahující vazby mezi atomy uhlíku a vanadu. Nemají velké využití jako reaktanty v organické syntéze, jsou ale významné z pohledu chemie polymerů, kde jsou někdy používány jako katalyzátory.
V organických sloučeninách mívá vanad jedno z oxidačních čísel +2, +3, +4 a +5. Komplexy s vanadem v nižších oxidačních stavech bývají obvykle stabilizovány karbonylovými ligandy. Oxoderiváty jsou zde poměrně časté, na rozdíl od organických komplexů sousedních kovů.

## Skupiny sloučenin

### Karbonyly
Hexakarbonyl vanadu lze připravit redukční karbonylací solí tohoto prvku:
4 Na + VCl3 + 6 CO → Na[V(CO)6] + 3 NaCl
Tuto sůl lze zoxidovat na 17elektronový binární karbonyl V(CO)6.

### Cyklopentadienyly
Vanadocendichlorid, první známý organický komplex vanadu, se připravuje z cyklopentadienidu sodného a chloridu vanadičitého:
2 NaC5H5 + VCl4 → VCp2Cl2 + 2NaCl
Redukcí z něj lze získat vanadocen (Cp)2V:
VCp2Cl2 + LiAlH4 → V(Cp)2

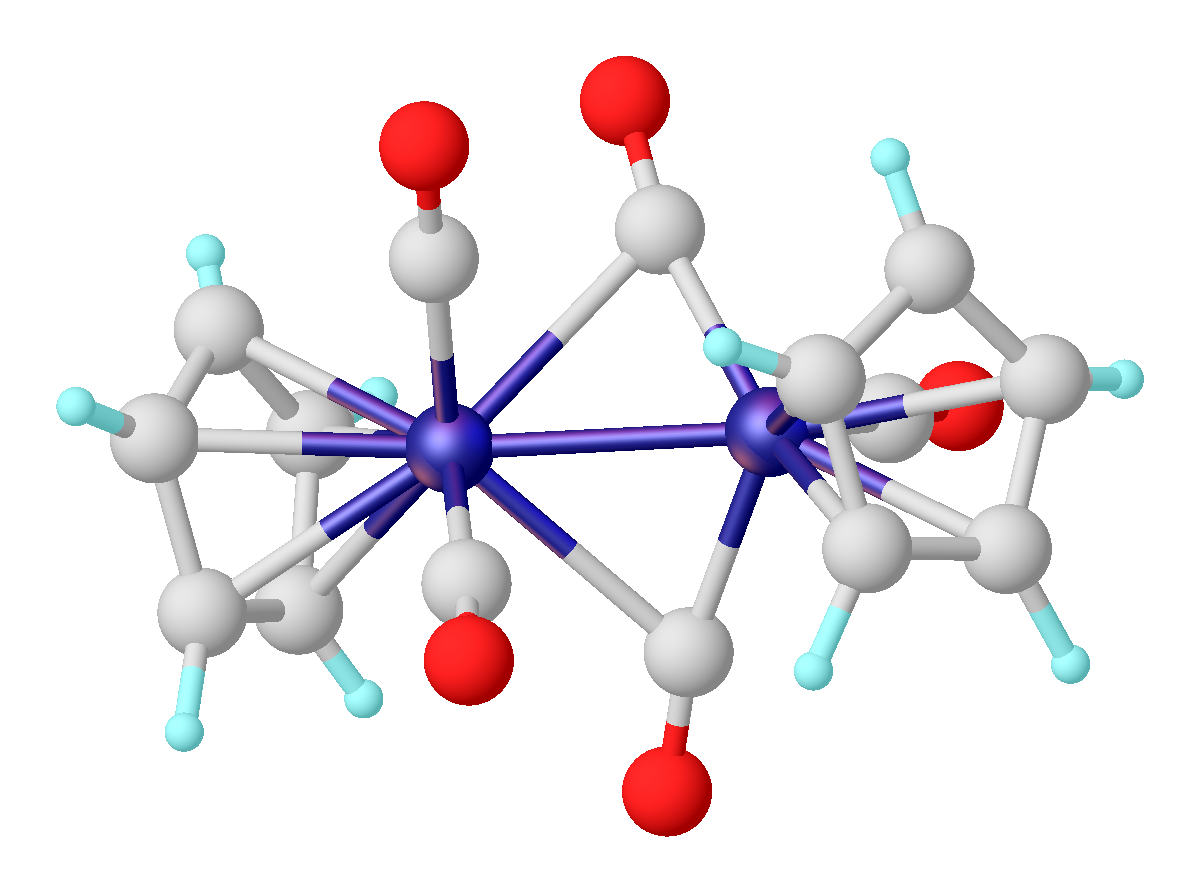
Cp_{2}V_{2}(CO)_{5} s dvojicí polomůstkových CO ligandů

Vanadocen je nejlehčím metalocenem přechodného kovu izolovatelným za pokojové teploty.
Vanadocen za vysokých tlaků reaguje s oxidem uhelnatým, přičemž vzniká tetrakarbonyl cyklopentadienylvanadu (CpV(CO)4).
Fotolýzou tetrakarbonylu se tvoří Cp2V2(CO)5; je známo několik podobných indenylových komplexů.
K monocyklopentadienylchloridům vanadu patří mimo jiné CpVCl3 a diamagnetický CpVOCl2.

### Komplexy arenů
Vanad tvoří mnoho různých komplexů s areny, například benzenem:
VCl4 + AlCl3 + C6H6 → [V(η6C6H6)2][AlCl4]
[V(η6C6H6)2][AlCCl4] + H2O → V(η6C6H6)2

### Alkylové a arylové deriváty
Je známo i několik alkylových a arylových komplexů vanadu. Reaktivní sloučenina V(mesityl)3 vzniká z VCl3:
VCl3(THF)3 + 3 LiC6H2-2,4,6-Me3 → V(C6H2-2,4,6-Me3)3(THF) + 3 LiCl
Lze na ni navázat CO, za vhodných podmínek také N2. V(mesityl)3 na sebe může navázat čtvrtou mesitylovou skupinu a vzniklý átový komplex lze poté zoxidovat na vanadičitou sloučeninu:
V(mes)3(THF) + LiMes → Li[V(mes)4]
Li[V(mes)4] + O2 → V(mes)4(THF)
Je také znám tetrakis(norbornyl)ový komplex.
Oxychlorid vanadičný se dá použít na přípravu organovanadičitých a organovanadičných sloučenin:
VOCl3 + Li(mes) → Li[VO(mes)3]
Li[VO(mes)3] + chloranil → VO(mes)3
VOCl3 + ZnPh2 → VOPhCl2 + "ZnPh(Cl)"

## Katalyzátory a reaktanty
Organické sloučeniny, které byly dobře popsány, nevykazují možná využití v katalýze průmyslových chemických procesů, hůře známé sloučeniny se však zapojují do katalýzy syntéz butadienových kaučuků. Tyto katalyzátory se připravují před samotným použitím z koordinačních sloučenin jako je acetylacetonát vanaditý reakcemi s organohliníkovými sloučeninami.